# Oskar Kauffmann
Oskar Kauffmann (* 13. August 1898 in Triest, Österreich-Ungarn; † Mai 1955) war ein österreichischer Psychiater, SS-Führer und Ärztefunktionär.

## Leben
Kauffmann studierte nach dem Abschluss seiner Schullaufbahn Medizin und promovierte 1921 an der Universität Graz zum Dr. med. Danach war Kauffmann bis 1927 als Assistenzarzt an der Nervenklinik Graz beschäftigt und war anschließend als Psychiater in Klagenfurt sowie Villach bis 1934 tätig. Der ärztliche Standespolitiker Kauffmann trat zum 1. Januar 1932 der NSDAP bei (Mitgliedsnummer 781.083). Kauffmann bekleidete in Villach von 1932 bis 1934 als Stadtverordneter das Amt des stellvertretenden Bürgermeisters. Von Juli 1933 bis September 1937 war Kauffmann illegal Gauärzteführer sowie Gauobmann des NS-Ärztebundes in Kärnten. Von September 1937 bis Juli 1938 war Kauffmann Ärzteführer für Österreich. Von 1934 bis 1941 war Kauffmann mit einer Unterbrechung als Chefarzt bei der Krankenkasse Villachs. Hintergrund für die Unterbrechung seiner Beschäftigung bei der Krankenkasse Villachs war seine nationalsozialistische Betätigung. Zudem verlor er auch später deswegen die Kassenzulassung in Österreich. Nach dem „Anschluss Österreichs“ an das Deutsche Reich im März 1938 leitete Kauffmann in Kärnten ab Juli 1938 als Gauärzteführer das Gaugesundheitsamt in Kärnten und stand der dortigen Ärztekammer vor.

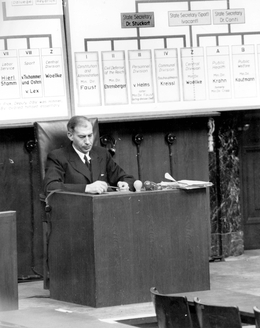
Hinter dem Angeklagten Wilhelm Stuckart ein Organigramm des Reichsinnenministeriums (Wilhelmstraßen-Prozess, 1948)

Während des Zweiten Weltkrieges war Kauffmann von 1940 bis 1941 im Rang eines Regierungsdirektors Abteilungsleiter für Gesundheit und Volkspflege beim Reichsstatthalter in Kärnten. Kauffmann wechselte er 1941 in das Reichsministerium des Inneren und war dort später im Amt eines Ministerialdirektors tätig. In Personalunion wurde Kauffmann 1942 Sonderbeauftragter für die Planung von Reichsgesundheitsführer Leonardo Conti und dessen Vertreter im Reichsinnenministerium. Als einer der engsten Vertrauten Contis war Kauffmann in diesen beiden Funktionen bis zum Kriegsende im Mai 1945 tätig.
Kauffmann, der am 30. März 1942 der SS (SS-Nummer 428.661) beitrat, stieg dort Ende Januar 1944 bis zum SS-Standartenführer auf.
Bei oder nach Kriegsende geriet Kauffmann in alliierte Internierung. Danach war Kauffmann als Facharzt in Linz und Wiener Neustadt tätig. Im Januar 1954 wurde Kauffmann auf Bestellung durch die Landesregierung Direktor des Landeskrankenhauses Klagenfurt und im Juni 1954 Präsident der Ärztekammer in Klagenfurt.